# Ptilochaeta
Ptilochaeta là một chi thực vật có hoa trong họ Malpighiaceae.

## Loài
Chi Ptilochaeta gồm các loài: